# Квель, Леопольд
Леопольд Квель (нем. Leopold Quehl, 1849 — 1922) — немецкий ботаник.

## Биография
Леопольд Квель родился в 1849 году.
Он был специалистом по семейству Кактусовые.
Леопольд Квель умер в 1922 году.

## Научная деятельность
Леопольд Квель специализировался на семенных растениях.

## Почести
В его честь была названа серия растений, входящих в род Гимнокалициум Gymnocalycium ser. Quehliana Buxb.